# Samuel Hopkins Adams
 Samuel Hopkins Adams  (Dunkirk,  26 de janeiro de 1871 - Beaufort, 16 de novembro de 1958 )  foi um escritor norte-americano,  mais conhecido por seus trabalhos de  jornalismo investigativo, dentre os quais se destaca  The Great American Fraud (1906),  sobre o negócio de patentes de remédios. Foi também autor de algumas biografias, como The Godlike Daniel (1930), sobre Daniel Webster, e Alexander Woollcott: His Life and His World (1945), e de vários romances: It Happened One Night (1934), Canal Town (1944) e Sunrise to Sunset (1950).